# Alaksandr Sielawa
Alaksandr Hienadzjewicz Sielawa (biał. Аляксандр Генадзьевіч Селява; ur. 17 maja 1992 w Białyniczach) – białoruski piłkarz grający na pozycji defensywnego pomocnika. Od 2022 jest piłkarzem klubu FK Rostów.

## Kariera klubowa
Swoją karierę piłkarską Sielawa rozpoczął w klubie BATE Borysów, gdzie trenował w juniorach. W 2010 roku przeszedł do Kleczesku Kleck. W sezonie 2010 zadebiutował w jego barwach w Druhej lidze i w tamtym sezonie wywalczył z nim awans do Pierszej lihi. W Kleczesku grał przez dwa sezony.
W styczniu 2012 Sielawa przeszedł do grającego w Wyszejszajej lidze klubu Tarpieda-BiełAZ Żodzino. W nim swój debiut zaliczył 14 kwietnia 2012 w zwycięskim 2:1 wyjazdowym meczu z FK Mińsk. W zespole Tarpiedy-BiełAZ grał do końca sezonu 2015.
Na początku 2016 Sielawa został zawodnikiem Szachciora Soligorsk. Swój debiut w nim zanotował 31 lipca 2016 w zremisowanym 2:2 domowym meczu z FK Haradzieja. Wraz z Szachciorem wywalczył mistrzostwo Białorusi w sezonie 2020 i dwa wicemistrzostwa Białorusi w sezonach 2016 i 2018 oraz zdobył Puchar Białorusi w sezonie 2019.
W styczniu 2021 Sielawa przeszedł do Dynamy Mińsk. Zadebiutował w nim 13 marca 2021 w zwycięskim 3:1 domowym meczu z Tarpiedą-BiełAZ. W Dinamie grał przez rok.
W styczniu 2022 Sielawa został piłkarzem FK Rostów, a suma transferu wyniosła 120 tysięcy euro.
| Sezon | Klub                    | Kraj     | Rozgrywki        | Mecze | Gole |
| ----- | ----------------------- | -------- | ---------------- | ----- | ---- |
| 2010  | Kleczesk Kleck          | Białoruś | Druhaja liha     | 20    | 2    |
| 2011  | Kleczesk Kleck          | Białoruś | Pierszaja liha   | 24    | 3    |
| 2012  | Tarpieda-BiełAZ Żodzino | Białoruś | Wyszejszaja liha | 6     | 0    |
| 2013  | Tarpieda-BiełAZ Żodzino | Białoruś | Wyszejszaja liha | 29    | 3    |
| 2014  | Tarpieda-BiełAZ Żodzino | Białoruś | Wyszejszaja liha | 16    | 1    |
| 2015  | Tarpieda-BiełAZ Żodzino | Białoruś | Wyszejszaja liha | 22    | 0    |
| 2016  | Szachcior Soligorsk     | Białoruś | Wyszejszaja liha | 14    | 0    |
| 2017  | Szachcior Soligorsk     | Białoruś | Wyszejszaja liha | 23    | 1    |
| 2018  | Szachcior Soligorsk     | Białoruś | Wyszejszaja liha | 25    | 0    |
| 2019  | Szachcior Soligorsk     | Białoruś | Wyszejszaja liha | 29    | 0    |
| 2020  | Szachcior Soligorsk     | Białoruś | Wyszejszaja liha | 22    | 0    |
| 2021  | Dynama Mińsk            | Białoruś | Wyszejszaja liha | 6     | 3    |

## Kariera reprezentacyjna
Sielawa w swojej karierze grał w młodzieżowych reprezentacjach Białorusi na szczeblach U-17, U-19 i U-21. W reprezentacji Białorusi zadebiutował 4 września 2020 w przegranym 0:2 meczu Ligi Narodów 2020/2021 z Albanią, rozegranym w Mińsku.